# Pro Rabirio perduellionis reo

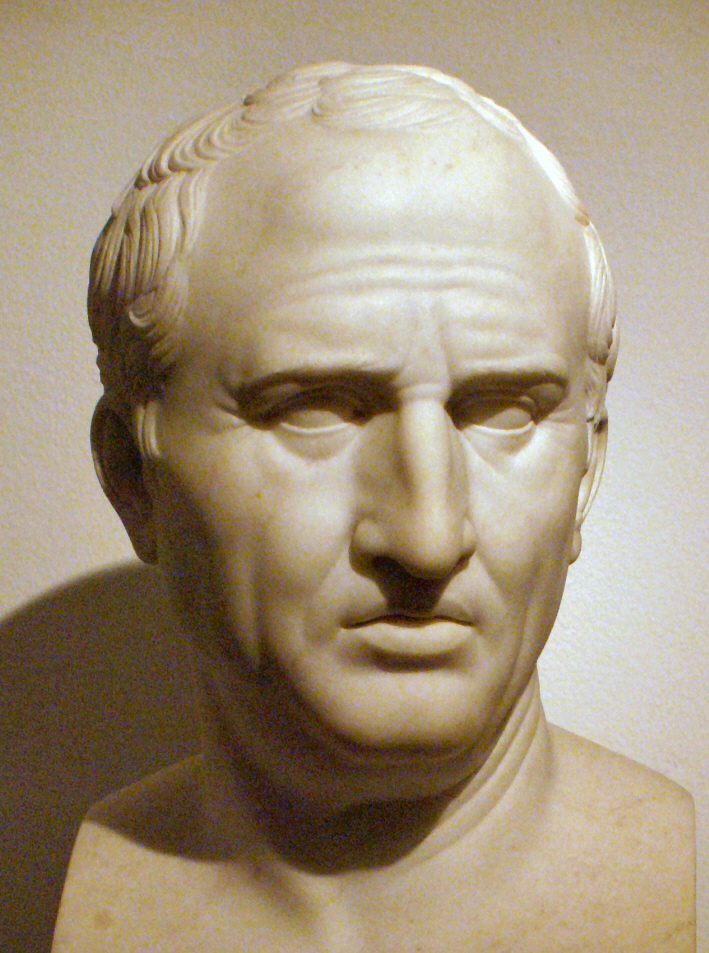
Bust de Ciceró, per Bertel Thorvaldsen, còpia de l'original romà. Es troba al Museu Thorvaldsen, Copenhagen.

La Defensa de Gai Rabiri, acusat d'alta traïció (llatí: Pro Rabirio perduellionis reo, o bé Pro C. Rabirio perduellionis reo ad Quirites oratio) és el discurs de Ciceró en defensa d'un dels senadors més importants de Roma, Gai Rabiri, que fou acusat de participar en l'assassinat de Luci Apuleu Saturní, un tribú de la plebs que era considerat un demagog. L'acusació es va produir per part de Tit Labiè, també tribú de la plebs, que poc després seria el lloctinent de Cèsar a la Gàl·lia.
El discurs fou pronunciat l'any 63 aC, segons esmenta Ciceró en una carta a Àtic, on parla de les orationes quae consulares nominarentur («discursos que van ser pronunciats com a cònsol»). En la mateixa carta, escrita el juny de l'any 60 aC, es diu que els discursos dels quals havia parlat foren publicats poc després.
Com veurem més endavant, aquesta greu acusació —perduellio era el terme que designava el delicte d'alta traïció, el qual és definit com el delicte que podria posar en perill la seguretat de Roma— no era més que, primerament, una maniobra política que veurem en detall més endavant, i en segon lloc, un assumpte personal de Labiè pendent de resoldre, ja que juntament amb Saturní, havia estat assassinat un oncle seu. Aquesta intenció es remarca pel fet que, des d'aquells esdeveniments, ja havien passat 37 anys, i a més, l'acusació es va produir després del fracàs del projecte de la llei agrària, motiu que indueix a pensar que fos, com hem dit, una maniobra política.
S'ha arribat a dir que el major èxit i qualitat de Ciceró com a orador es produeix en aquest discurs en defensa a Rabiri. No obstant, es diu que això també va ocórrer en els discursos de la llei agrària contra Rul·lus.

## Context

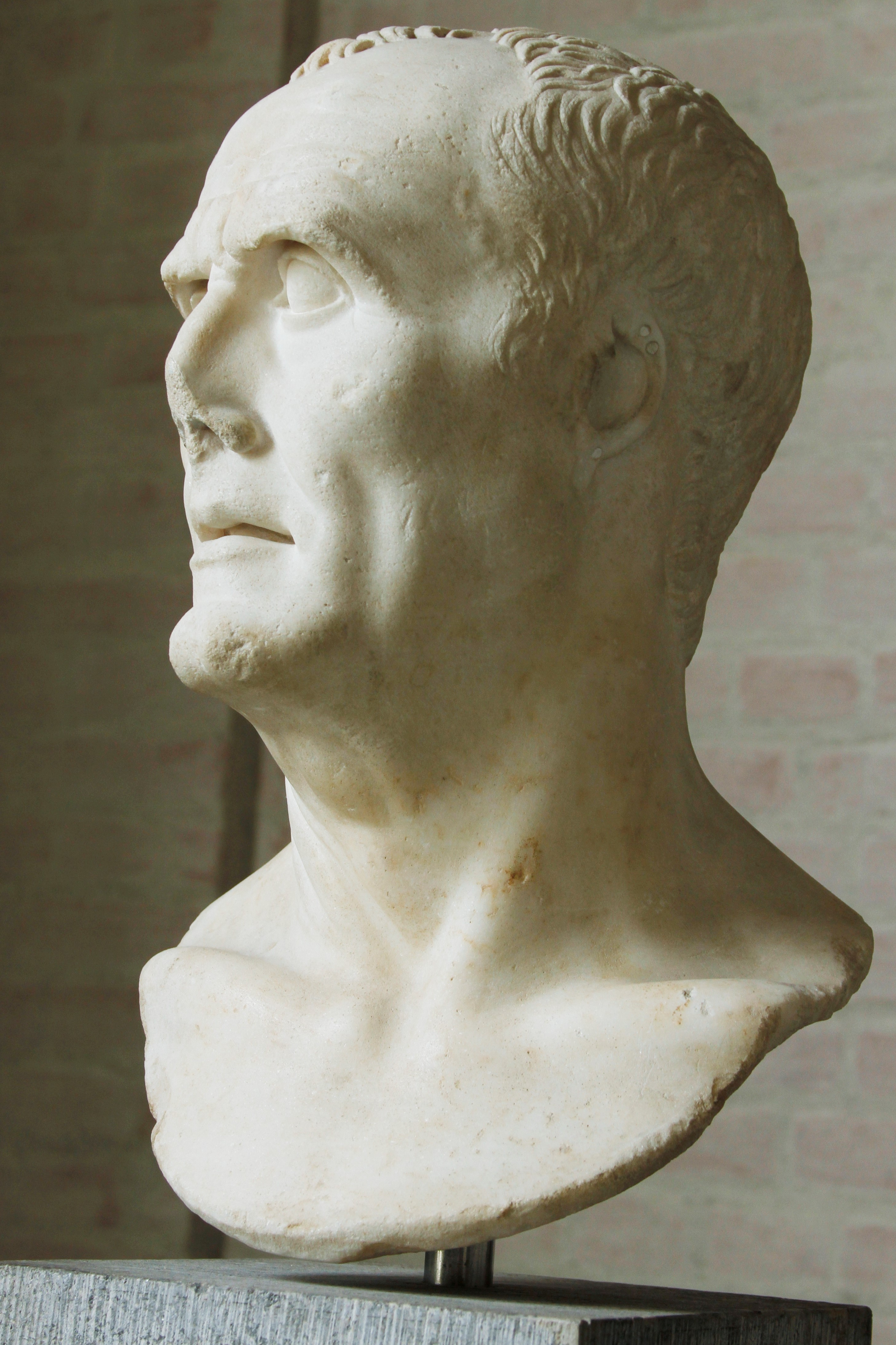
Bust de Gai Mari. Gliptoteca de Múnic.

El discurs fou pronunciat l'any 63 aC, una època difícil per a l'orador, ja que Cèsar va esdevenir pretor i per a l'ambició de seguir ascendint en el poder, Ciceró li era un obstacle. Així doncs, segons explica Suetoni, va subornar Labiè perquè portés Rabiri a judici. Aquest fou condemnat per perduellio i anava a ser jutjat per dos comissaris (duumuiri perduellionis), els quals primerament es triaven per atzar, però en aquest cas foren el mateix Cèsar i un parent seu. Així doncs, Rabiri, davant la impossibilitat de defensar-se i veient que moriria fuetejat i crucificat, va apel·lar al poble, i Quint Hortensi i Ciceró acudiren en la seva defensa. Pel que sembla, Hortensi s'encarregà sobretot de provar que Saturní no havia estat assassinat per Rabiri, sinó per un esclau anomenat Esceva, mentre que la defensa de Ciceró fou més complexa i digna d'anàlisi, degut a, per una part, l'amistat amb Rabiri, i per l'altra, el deure com a cònsol de defensar les institucions polítiques i el seu funcionament. Cal destacar també la importància d'aquesta tasca per a Ciceró: Catilina conspirava amb els homes de classe senatorial per arribar a ser cònsol ja per vies il·legítimes, i l'orador havia d'estar alerta. De fet, com hem esmentat anteriorment, l'acusació sembla més una maniobra política pel poc temps que feia que s'havia vist frustrat el projecte de la llei agrària de Rul·lus gràcies a Ciceró.
El suposat crim per part de Rabiri l'any 100 aC, en el sisè i últim consolat de Gai Mari. Aquest any va estar caracteritzat per la crisi, ja que s'havien produït nombrosos intents de revolta deguts a una situació de constant tensió. En primer lloc, Saturní havia proposat una llei agrària la qual havia de ser aprovada pels membres del senat en cinc dies, ja que en cas contrari, el membre seria expulsat i obligat a pagar una multa. Mari va acordar amb Metel no aprovar-la. No obstant això, a l'hora de la veritat, la va aprovar, traint Metel, el qual acceptà la seva expulsió sense revoltar-se amb els seus amics. Així doncs, Saturní va seguir proposant reformes i va ser elegit tribú de nou. En aquest moment, Glàucia, que optava al consolat juntament amb Marc Antoni i Gai Memmi, va decidir, juntament amb Saturní, assassinar aquest últim, ja que podia guanyar les eleccions. Arran d'aquests fets, el senat va decidir fer un cop d'estat, forçant la detenció dels cònsols resultants. En aquest entorn de revolta, Glàucia, Saturní i Saufeu van decidir refugiar-se al Capitoli, on es van rendir a Mari, que els va donar protecció, ja que, a més, els havien tallat l'aigua. Tot i així, no es va poder impedir que un grup de revoltats radicals entressin i els matessin igualment. Suposadament, l'esclau Esceva fou qui els va matar, però trenta-set anys després d'aquests fets, va ser quan Labiè, subornat, va acusar Gai Rabiri d'haver comés aquest assassinat.

## Estructura
- Exordi (1-5): Es presenta el motiu de la defensa com un deure per l'amistat i un deure polític per l'Estat. Exposa que realment els motius de l'acusació no són personals, sinó una maniobra per enderrocar els principis de la República. Ciceró defensa (1-4) que Rabiri no ha comès tal crim, però que tant de bo l'hagués comès, perquè seria digne d'elogi per haver assassinat algú que anava contra l'Estat. Finalment (5), demana el suport dels déus i del tribunal.
- Refutació (6-31): L'orador critica Labiè (6) per haver-li concedit tan sols mitja hora per pronunciar la seva defensa, i també critica alguns càrrecs que Labiè li ha esmentat per robar-li temps (6-9). Llavors (10-17) exposa que ell estima el poble més que Labiè, el perquè, i que el càstig que Labiè vol infringir els rebaixaria a una condició per sota els mateixos esclaus. Aleshores es parla de l'assassinat de Saturní, i tot i que s'ha demostrat que no el va cometre, Ciceró insisteix que si ho hagués fet, seria digne d'elogi i el recompensaria (18-19). Planteja doncs (20-24) que Rabiri va prendre la decisió correcta quan va decidir defensar la pàtria i la seva seguretat per sobre de qualsevol altre opció. Totes les alternatives possibles que proposa eren unir-se a Saturní i posar en perill l'Estat, amagar-se i donar la pitjor imatge (covardia), o unir-se als boni ciues i defensar Roma seguint les ordres del cònsol. Llavors (24-27), Ciceró planteja el cas en el qual Labiè s'hagués trobat en la posició de Rabiri i pregunta què hauria fet. També diu (28) que als morts que van fer actes equivalents, ja no se'ls jutja, sinó que se'ls honra i s'intenta imitar-los. Així doncs, per què s'hauria de condemnar Rabiri per quelcom així? Finalment (29-31), defensa, quant als vius, que si es condemna al cònsol, s'han de condemnar tots els vius que hagin intervingut. No obstant, torna a remarcar que si realment ell hagués comés aquest assassinat, hauria de ser recompensat en realitat.
- Peroració (31-38): Fa una analogia (31-35) entre la situació present i la de fa trenta-set anys, dient que el perill no és d'una insurrecció, sinó d'una acusació malèvola, i en lloc de cridar als ciutadans a les armes, els crida a votar per Rabiri, el qual (36-37) sols demana ser enterrat amb honor. Finalment (38), acaba el seu temps havent demostrat la seva lleialtat com a amic i com a cònsol.

## Acusació i defensa
Parant atenció a la denúncia, té sentit el fet que la personalitat subornada per acusar fos Labiè, ja que no sols estava de part de Cèsar, sinó que també amb ell hi havia la garantia d'un major èxit a l'hora d'inculpar, pel fet que el dia que Saturní fou assassinat, també ho va ser el seu propi oncle. Així doncs, es va tramar la denúncia per perduellio, degut a la sacrosanctitas ("inviolabilitat") d'un tribú de la plebs, però situada en un context directament religiós —tenint present que en aquella època a Roma, el dret i la religió estaven força lligats— per assegurar-se més l'èxit. Llavors, amb aquesta dura acusació i amb Cèsar i el seu parent com a duumuiri perduellionis, ràpidament Rabiri va ser declarat culpable, moment en el qual va apel·lar al poble.
Ara bé, en segon lloc, trobem la defensa d'Hortensi i Ciceró. Com hem dit, Hortensi s'encarregà d'exculpar l'acusat amb proves. Tot i així, l'objectiu del discurs de Ciceró pot semblar, en un principi, ambigu. Per una banda, si ens centrem més en la peroratio, les primeres frases i les últimes del discurs, semblaria que l'objectiu principal és la protecció de Rabiri per un deure purament judicial i d'amistat. No obstant això, el rerefons real del discurs de l'orador és la política: la defensa de les institucions —fet que, per cert, és el tema troncal de l'obra—, el seu funcionament i la seva actuació quan cal. Critica durament el sistema dels duumuiri, deixant clar que la seva única funció és matar ciutadans i que és una resta d'un procediment bàrbar. Es diu també que el judici, en realitat, va ser en contra del mateix Ciceró, el qual s'havia de defensar contínuament dels populares.

## Procediment i resultat final del judici

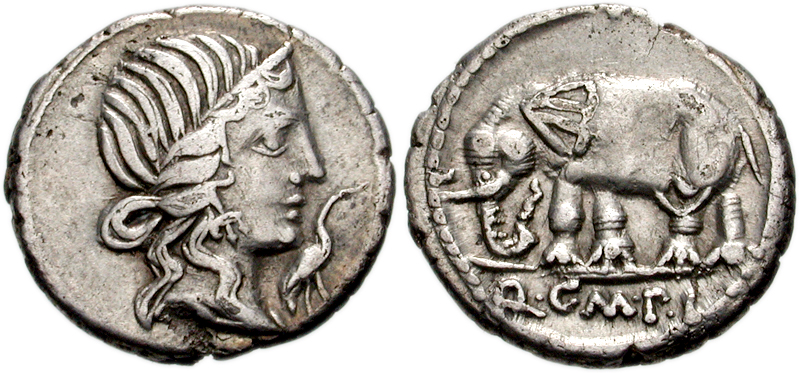
Denari de plata de Quint Cecili Metel Pius del 81 aC.

Quant al procediment, abans del judici en qüestió, hi va haver dos debats en el senat, un per decidir el tribunal que jutjaria Rabiri i l'altre per resoldre quin procés se li aplicaria. En això les fonts estan d'acord. On es perd l'acord és a l'hora de determinar quants judicis hi van haver en total, ja que Dió i Suetoni diuen que n'hi va haver un i Ciceró defensa que van ser dos. En cas de ser dos judicis, no se sap realment quin va anar primer i quines condemnes resultaren en cada cas; els estudis realitzats sobre aquest assumpte no poden fer més que proposar hipòtesis. Es discuteix també si el discurs de Ciceró formaria part un procés judicial complet o sols d'un tràmit previ —segons Boulanger, formaria part del principi del judici com a tal—, si es va produir més d'una actio, quin va ser l'ordre real de tots els fets, entre moltes altres qüestions.
Fos com fos, finalment, va ser absolt, no sense abans la intervenció de Metel, que ens explica Dió Cassi, per dissoldre l'assemblea abans que aquesta votés (fet que, igualment, no va alterar-ne el resultat). La seva absolució se sap gràcies a la posterior adopció de Pòstum, ja que si hagués estat finalment exiliat, no hagués pogut fer aquesta acció.

## Transmissió textual
Quant a la transmissió textual d'aquesta obra, ha hagut de superar moltes dificultats per arribar fins als nostres dies. Es van trobar dos palimpsestos a la Biblioteca del Vaticà molt mal conservats: Un d'ells amb els fragments 16, 17, 18 i la primera línia del 19. L'altre contenia la darrera pàgina de la peroració. Després del segle xv, gràcies a l'humanista Poggio, es van trobar els 31 primers paràgrafs del discurs. A més, es disposa de l'ajuda de diversos còdexs que foren corregits i conservats, tot i que la situació general era desfavorable, ja que la còpia d'un dels manuscrits feta per Poggio es va perdre, i el manuscrit en qüestió del qual s'havia fet la còpia estava tan mal conservat que ni contenia ja el discurs com a tal. Un dels còdexs del qual s'han fet més correccions i còpies és el Laurentià (el qual es pren com a base), i un exemple dels menys corregits és el còdex Ambrosià. Finalment, cal destacar l'edició especial de la Universitat de Cambridge, la qual no té aparat crític, però està acompanyat d'un ric comentari, una llarga introducció i un apèndix amb relació a les qüestions sobre el dret tractades en el Pro Rabirio.
Cal dir també, de manera general, que està estretament lligada als discursos pronunciats contra Rul·lus, De lege agraria contra Rullum, anteriorment esmentats.